# Трекінгові черевики

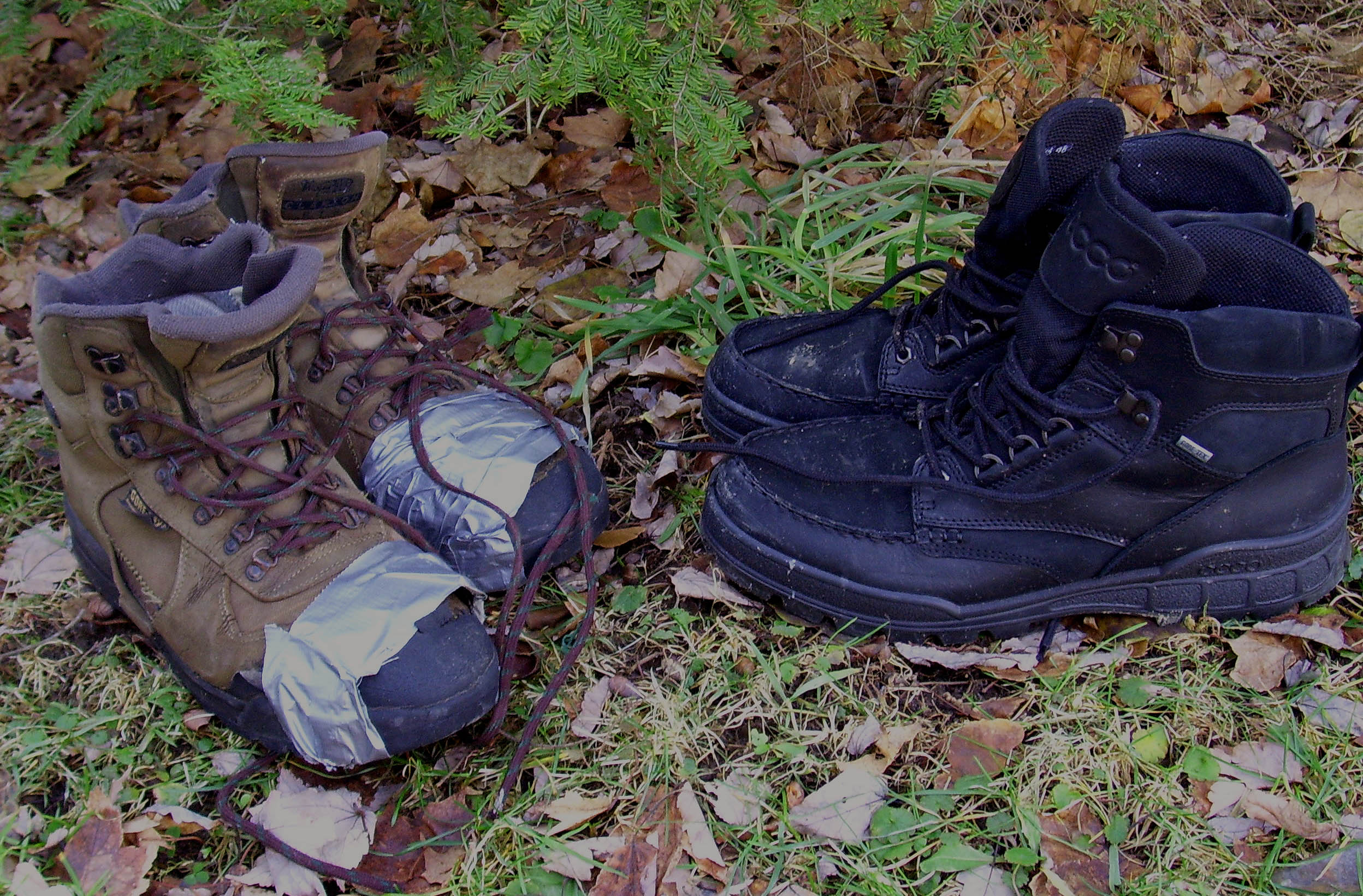
Дві пари треккінгових черевиків: старі, заклеєні скотчем і сильно поношені (ліворуч), і нові (праворуч)

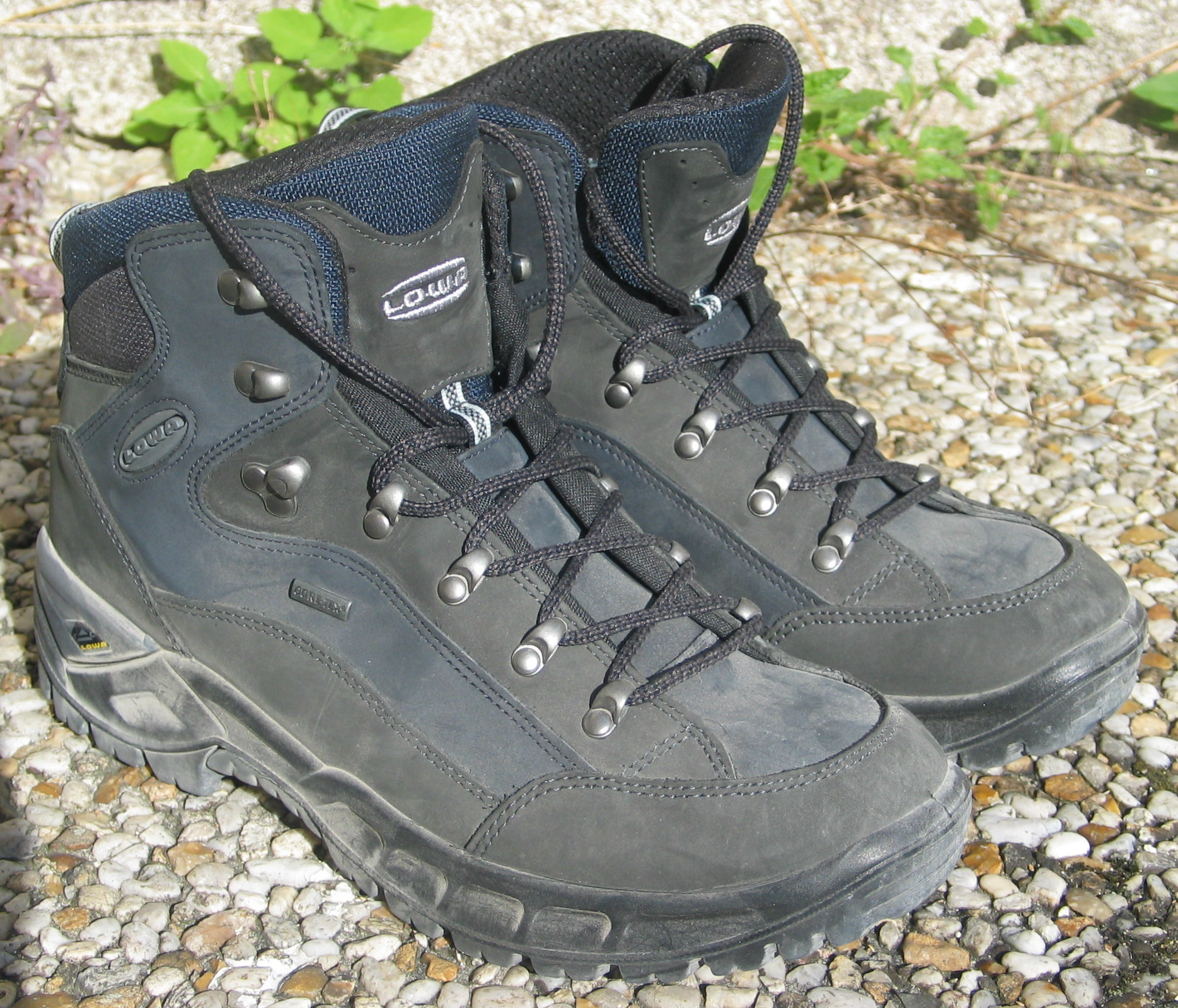
Один з продуктів марки Lowa Sportschuhe (LOWA)

Треккінгові черевики (від англ. Trekking boots — «черевики для подорожей») — спеціальні високі черевики, використовувані в альпінізмі і гірському туризмі. В англійській мові для трекінгових черевиків також використовується як синонім назву hiking boots.
Треккінгові черевики іноді називають легкими вібрамами, на противагу так званим важким вібрамах ( англ. Mountaineering boots).
Вібрами — важкі гірські черевики, виготовлювані зі шкіри з гумовою або поліуретановою підошвою із запатентованим протектором фірми Vibram, на честь якої і отримали свою назву. Зараз вібрами — це загальна назва для всіх важких гірських черевиків, не обов'язково з підошвою Vibram; хоча найчастіше це саме так.
Важкі вібрами нині виготовляються як одношаровими зі шкіри, так і двошаровими із зовнішнім жорстким пластиковим черевиком і утепленою внутрішньої вставкою, а також комбінованими (шкіра і пластик).

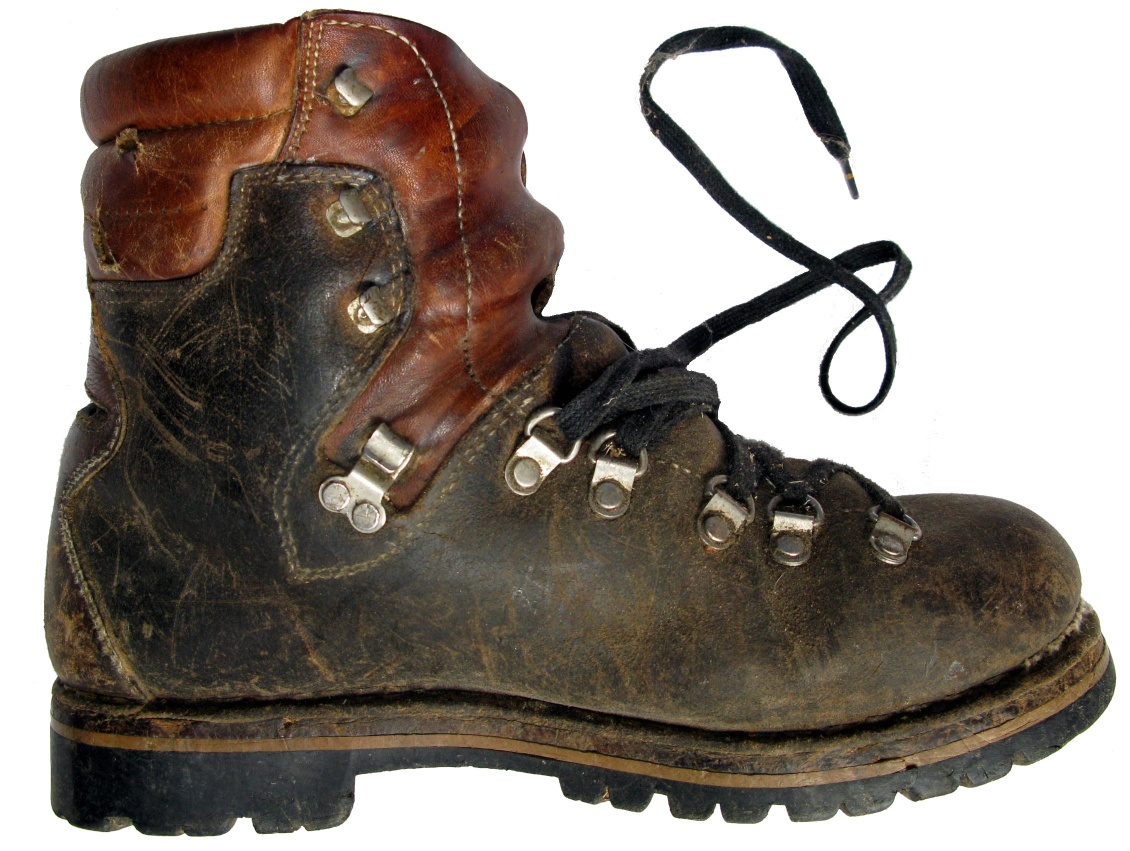
Важкий гірський черевик зі шкіри, Австрія (1982)

Відмінними рисами треккінгових черевиків є:
- Забезпечення міцного зчеплення з різноманітними типами земної поверхні;
- Захист ніг від впливу низької температури, вологи, механічного впливу підстилаючого рельєфу;
- Фіксація гомілкостопа;
- У ряді випадків присутній жорсткий рант на носку і п'яті для надягання кішок;
- Висока зносостійкість в умовах гір.

Для надання водовідштовхувальних властивостей шкірі практикується просочення треккінгових черевиків касторовою олією, смальцем або іншими органічними жирами.
Нині у виробництві треккінгових черевиків широко застосовуються різноманітні мембрани (Gore-Tex й інші). Мембрана випускає пар з середини взуття, натомість не пропускає воду з зовні. Шкіра таких черевиків не потребує просоченню жирами.